# Super Art Moderne Musée
Le site Super Art Moderne Musée, créé en 2011, se veut un musée virtuel, présentant des expositions en ligne.

## Histoire
Inspirés d'une idée de l'artiste français du net.art Fred Forest, Systaime et Thomas Cheneseau créent en décembre 2011 le site web Super Art Moderne Musée, musée virtuel dont la première curation réalisé par Systaime et Thomas Cheneseau regroupe une cinquantaine d’œuvres du net.art ,,. SPAMM s'associe un temps avec Arte Creative pour des expositions en lignes,. En mars 2013, Systaime organise avec Ellektra Radikal l'exposition SPAMM Cupcake, installation vidéo projetée dans les vitrines de la galerie PROJECT-ion à New York. En juillet, Systaime organise avec Miyö Van Stenis et Helena Acosta l'exposition SPAMM Dulce au musée d'art contemporain de Caracas au Venezuela. Deux ans plus tard, en juillet 2015, il organise avec Helena Accosta, Alan Shaffer et Jean Guillaume Le Roux une exposition sur trois jours intitulée « Spamm Of Virtualism » et présentée simultanément à la Babycastles Gallery à New York, à la galerie EKLUZ à Paris et à l'Electromuseum à Moscou où le quatuor explore et questionne l'évolution des médiums digitaux comme matériaux de création.